# 스물 (영화)
《스물》은 "과속스캔들"(2008) "써니"(2011)를 각색하고 독립영화 "힘내세요, 병헌씨"(2013)를 연출한 이병헌 감독의 상업영화 데뷔작이다.  20대를 맞이한 혈기 왕성한 세 친구 치호, 경재, 동우의 사랑과 우정을 그린다. 김우빈이 첫 번째로 출연을 결정지었다. 2015년 2월 4일 캐릭터 예고편이 네이버를 통해 공개되었다. 배급사 넥스트엔터테인먼트월드는 2015년 2월 24일 메인 예고편을 최초 공개하였다. 2015년 2월 12일 CGV 압구정에서 제작발표회를 개최하였으며, 이병헌 감독과 김우빈, 준호, 강하늘이 참석하였다. 스물의 시나리오 원제는 "으리으리"다. 2007년 4월 영화진흥회 시나리오마켓 심사위원 공동 추천작이기도 하였다.

## 줄거리
머릿속에 섹스 생각뿐인 치호, 만화가를 꿈꾸는 동우, 범생이 경재는 고등학교 동창이다. 동시에 좋아하고 있던 여학생 소민에게 치호가 무턱대고 가슴을 만지며 고백한 것을 계기로 찌질한 다툼을 벌인 세 사람은 이후 둘도 없는 친구가 된다. 고등학교 졸업 후 스무 살이 된 이 삼인조는 이상과 현실, 안주의 갈림길에 서게 된다.
하고 싶은 것을 찾지 못한 치호는 집에서 빈둥거리기만 하며, 이대생이 된 여자친구 소민을 내버려두고 밤마다 클럽에 가서 여자 꼬시는 것 말고는 하는 것이 없다. 어느 날 치호는 운전중 실수로 무명 여배우 은혜를 차로 치게 된다. 은혜는 치호에게 합의금을 내는 대신 당분간 자신의 매니저 역할을 요구한다. 함께 촬영장에 간 치호는 영화 촬영 현장을 경험하고, 툴툴대면서도 임시 매니저로서 은혜를 성심성의껏 챙겨준다. 그러는 와중 은혜에게 반해버린 치호는 곧 은혜와 잠자리를 같이 하는 사이로 발전한다. 그러나 은혜가 출세를 위해 성상납을 하게 된 것을 알게 되자 치호는 분노하며 그녀와 결별하고, 실연의 아픔에 좌절한다.
동우네는 아버지의 사업이 망하면서 가난해졌다. 동우는 그럼에도 꿈을 포기하지 않으며 재수를 결정하고 집을 나온다. 그리고 연애도 마다하고 알바로 생활비를 충당하며 미술학원에 다닌다. 그러나 어머니의 건강이 나빠지고, 평소 멀리하던 큰아버지가 학업을 그만두고 자신이 경영하는 산업체에 취직하라는 제안을 한다. 동우는 고심 끝에 결국 제안을 받아들인다.
경재는 꿈을 가지는 것조차 멀리하며 현실적인 성공을 위해 포부를 안고 대학에 입학한다. 신입생 환영회에서 술에 취해 난동을 피운 것을 계기로 학과 선배인 진주와 인연이 생기게 된다. 진주를 향한 짝사랑을 키워가던 그였으나, 진주는 어느 날 갑자기 나타난 남자친구의 손에 이끌려 해외로 떠나가 버린다. 실연 후 마찬가지로 치호와 헤어진 소민과 함께 술을 마시던 중, 소민에게 그녀가 첫사랑이었다는 걸 고백하고 곧 둘은 사귀게 된다.
동우가 수능을 보지 않고 취직하려는 것이 밝혀지자, 동우를 짝사랑하던 경재의 동생 소희는 크게 충격을 받고 삼인조는 소민네가 운영하는 식당에 모인다. 친구들의 질책에 동우는 꿈을 포기한 자신의 선택 또한 존중해 달라며 반박한다. 그때 사채업자들이 들이닥쳐 소민네에게 돈을 내놓으라며 난동을 피우자 삼인조가 막아서면서 패싸움이 벌어진다. 이후 소민네는 식당을 정리하고 분식집을 개업한다.
치호는 영화 감독이라는 꿈을 갖게 되고 촬영팀에 들어가 말단에서부터 시작한다. 동우는 회사에 다니면서도 만화가로서의 꿈도 버리지 않는다. 그리고 소희와 결국 사귀게 된다. 경재는 소민과의 연애를 이어간다. 이윽고 세 사람에게 군 입대라는 또 다른 시련이 닥치지만, 젊기 때문에 시행착오를 겪으며 성장할 수 있을 거라고 다짐한다.

## 캐스팅
- 김우빈 : 이성을 향한 주체할 수 없는 혈기로 가득찬 백수 차치호 역[4]
- 이준호 : 치호의 친구이자 만화가의 꿈과 배고픈 현실 사이에서 번뇌하는 생계형 알바생 강동우 역[5]
- 강하늘 : 21세기형 훈남을 지향하는 새내기 대학생 김경재 역[6]
- 정소민 : 헤어졌다 만났다를 반복하는 허당 명문대생 이소민 역[7]
- 이유비 : '동우'(이준호)에게 끊임없이 대시하며 동우의 '껌딱지'를 자처하는 경재의 여동생 김소희 역[8]
- 민효린 : 들었다 놨다 하는 속을 알 수 없는 신비로운 매력의 선배 '진주' 역
- 정주연 :  바람둥이 '치호'의 마음을 흔들어 놓으며 치호가 사랑하는 여자이자 톱여배우를 꿈꾸지만 현재는 단역에 불과한 안타까운 청춘 배우 지망생 허은혜 역[9]
- 백수희 : 민정 역
- 김의성 : 치호 부 역
- 양현민 : 소중 역
- 최참사랑 : 사랑 역
- 안재홍 : 인국 역
- 나종찬 : 동원 역
- 송예담 : 쌍둥이 역
- 송예준 : 쌍둥이 역
- 허준석 : 범수 역
- 전여진 : 범수의 아내 역
- 김종수 : 동우 큰아버지 역
- 홍완표 : 조감독 / 치호연출부감독 역
- 소희정 : 경재 모 역
- 박명신 : 치호 모 역
- 오하늬 : 분장팀 역
- 민지 : 이지나 역
- 황미영 : 어깨녀 역
- 박혁권 : 영화 감독 역
- 오현경 : 강동우 모 역
- 김재만 : 치킨집 사장 역
- 최일구 : 뉴스 앵커 역 (특별출연)